# Chung kết Cúp bóng đá Nam Mỹ 2024
Trận chung kết Cúp bóng đá Nam Mỹ 2024 là trận đấu cuối cùng Cúp bóng đá Nam Mỹ 2024, kỳ thứ 48 của giải đấu do CONMEBOL tổ chức dành cho các đội tuyển bóng đá nam quốc gia. Trận đấu chứng kiến màn so tài giữa đội tuyển Argentina và đội tuyển Colombia, và được tổ chức vào ngày 14 tháng 7 năm 2024 tại sân vận động Hard Rock ở Miami Gardens, Florida. Trận đấu bị lùi 75 phút so với thời gian dự kiến ban đầu do có một số cổ động viên cố gắng tràn vào sân qua một trong số những cổng vào sân chính.

## Địa điểm
Sân vận động Hard Rock, sân vận động nằm tại Miami Gardens, Florida và gần thành phố Miami, là nơi được lựa chọn để tổ chức trận chung kết vào ngày 20 tháng 11 năm 2023. Mỹ là nơi được chọn để làm chủ nhà của giải đấu vào tháng 1 năm 2023, sau khi nước này làm chủ nhà của Cúp bóng đá Nam Mỹ 2016 với trận chung kết được diễn ra trên sân vận động MetLife ở Đông Rutherford, New Jersey, gần thành phố New York.
Sân vận động Hard Rock là sân nhà làm bằng cỏ của đội bóng bầu dục Miami Dolphins và có sức chứa lên đến 65.000 chỗ ngồi. Sân được khánh thành vào năm 1987 và đã từng trải qua hai lần tu sửa vào các năm 2015 và 2017 để bổ sung thêm mái che và các tính năng khác. Đây cũng sẽ là sân vận động được sử dụng cho việc tổ chức FIFA World Cup 2026. Nữ ca sĩ Shakira là người tham gia trình diễn trên sân trong khoảng thời gian nghỉ giữa giờ của trận chung kết.

## Đường đến chung kết
| VT | Đội       | ST | Đ |
| -- | --------- | -- | - |
| 1  | Argentina | 3  | 9 |
| 2  | Canada    | 3  | 4 |
| 3  | Chile     | 3  | 2 |
| 4  | Perú      | 3  | 1 |

| VT | Đội        | ST | Đ |
| -- | ---------- | -- | - |
| 1  | Colombia   | 3  | 7 |
| 2  | Brasil     | 3  | 5 |
| 3  | Costa Rica | 3  | 4 |
| 4  | Paraguay   | 3  | 0 |

## Trận đấu

### Chi tiết
| Argentina           | 1–0 (s.h.p.) | Colombia |
| ------------------- | ------------ | -------- |
| - La. Martinez 112' | Chi tiết     |          |

| Argentina | Colombia |

| TM               | 23 | Emiliano Martínez   |     |      |
| HV               | 4  | Gonzalo Montiel     |     | 72'  |
| HV               | 13 | Cristian Romero     |     |      |
| HV               | 25 | Lisandro Martínez   |     |      |
| HV               | 3  | Nicolás Tagliafico  |     |      |
| TV               | 11 | Ángel Di María      |     | 117' |
| TV               | 7  | Rodrigo De Paul     |     |      |
| TV               | 24 | Enzo Fernández      |     | 97'  |
| TV               | 20 | Alexis Mac Allister | 61' | 97'  |
| TĐ               | 10 | Lionel Messi (c)    |     | 66'  |
| TĐ               | 9  | Julián Álvarez      |     | 97'  |
| Thay người:      |    |                     |     |      |
| TĐ               | 15 | Nicolas Gonzalez    |     | 66'  |
| HV               | 26 | Nahuel Molina       |     | 72'  |
| TV               | 16 | Giovani Lo Celso    |     | 97'  |
| TV               | 5  | Leandro Paredes     |     | 97'  |
| TĐ               | 22 | Lautaro Martinez    |     | 97'  |
| HV               | 19 | Nicolas Otamendi    |     | 117' |
| Huấn luyện viên: |    |                     |     |      |
| Lionel Scaloni   |    |                     |     |      |

| TM               | 12 | Camilo Vargas          |      |      |
| HV               | 4  | Santiago Arias         |      |      |
| HV               | 23 | Davinson Sánchez       |      |      |
| HV               | 2  | Carlos Cuesta          |      |      |
| HV               | 17 | Johan Mojica           |      |      |
| TV               | 6  | Richard Ríos           |      | 89'  |
| TV               | 16 | Jefferson Lerma        |      | 105' |
| TV               | 11 | Jhon Arias             |      | 105' |
| TĐ               | 10 | James Rodríguez (c)    |      | 90'  |
| TĐ               | 24 | Jhon Córdoba           | 27'  | 89'  |
| TĐ               | 7  | Luis Díaz              |      | 105' |
| Thay người:      |    |                        |      |      |
| TV               | 5  | Kevin Castaño          |      | 89'  |
| TĐ               | 19 | Rafael Borré           |      | 89'  |
| TV               | 20 | Juan Fernando Quintero |      | 90'  |
| TV               | 8  | Jorge Carrascal        |      | 105' |
| TĐ               | 9  | Miguel Borja           | 115' | 105' |
| TV               | 15 | Mateus Uribe           |      | 105' |
| Huấn luyện viên: |    |                        |      |      |
| Néstor Lorenzo   |    |                        |      |      |

| Cầu thủ xuất sắc nhất trận: Angel Di Maria (Argentina) Trợ lý trọng tài: Bruno Pires (Brasil) Rodrigo Correa (Brasil) Trọng tài bàn: Juan Benítez (Paraguay) Trọng tài dự phòng: Eduardo Cardozo (Paraguay) Trợ lý trọng tài video: Rodolpho Toski (Brasil) Trợ lý tổ trợ lý trọng tài video: Danilo Manis (Brasil) Daniel Nobre (Brasil) Pablo Gonçalves (Brasil) | Luật trận đấu - 90 phút - 30 phút hiệp phụ nếu cần thiết - Sút luân lưu nếu vẫn có tỷ số hòa - Có tối đa 15 cầu thủ dự bị - Được phép thay tối đa 5 cầu thủ dự bị, và được phép thay thêm 1 cầu thủ dự bị nữa trong hiệp phụ |